# شهرستان همفیل (تگزاس)

موقعیت شهرستان در ایالت تگزاس

همفیل یکی از شهرستان‌های ایالت تگزاس می‌باشد.
این شهرستان در شمال این ایالت است.
جمعیت این شهرستان در سال ۲۰۱۰ میلادی معادل ۳۸۰۷ نفر بود.